# Soccer Brawl
Soccer Brawl — видеоигра в жанре футбол без правил, разработанная компанией SNK и изданная SNK в 1992 году.

## Игровой процесс
Действие происходит в будущем. Все игроки - роботы. Команды состоят из 7 игроков, которые возглавляют капитаны (с банданой на голове). Матч длится 2 минуты 30 секунд и он не разделён на таймы. Из футбольных правил здесь только аут, угловой и пенальти при ничье (каждому даётся по 3 попытки). Аут не засчитывается, если мяч отскакивает от стены и падает обратно на поле. Всего в игре 2 стадиона, отличающихся только внешне: SNK Stadium (Осака, Япония, 2050 год, трава) и Super Dome (Сан-Франциско, США, 2088 год, твёрдое покрытие).
Можно делать подкат, бить локтём, стрелять из руки на небольшое расстояние (капитан не может стрелять) и если выстрелить в упор, то соперника ударит током. После получения повреждений игроки искрят и дымятся. С мячом можно делать обычный удар (который можно использовать для паса), высокий пас, бить головой в прыжке вперёд, бить ногой через себя. Если зажать кнопку удара и отпустить после заполнения шкалы Power Meter, то обычный игрок сделает мощный удар - мяч изменяет форму и быстро летит вперёд, при этом он может отскакивать от стен, но при попадании в игрока теряет свою силу. А капитан в этом случае сделает супер удар, который сбивает всех на своём пути.

## Neo Geo CD версия
Можно выбирать уровень сложности: Beginner, Normal, Hard, MVS. Матч разделен на 2 тайма, время тайма можно выбирать: 15, 30, 45 или 90 минут (но эти минуты - условное обозначение, т.к. время идёт быстро). Между таймами показывают небольшие заставки, где показывают неудачные попытки инженеров по созданию роботов. После гола на экране счёта не показываются женщины.

## Команды
В игре 8 команд, отличающихся по цвету одежды, супер ударам и, возможно, некоторым характеристикам.
- США (фиолетовый и белый)
- Германия (жёлтый и чёрный)
- Великобритания (жёлтый и фиолетовый)
- Испания (розовый и жёлто-зелёный)
- Бразилия (жёлто-зелёный и жёлтый)
- Италия (розовый и синий)
- Корея (синий и жёлто-зелёный)
- Япония (красный и белый)

Супер удары:
США и Великобритания: супер удар летит по траектории "восьмёрка"
Италия и Германия: супер удар летит по синусоиде
Испания и Бразилия: супер удар летит в виде энергетической сферы из восьми мячей
Корея и Япония: супер удар делает оборот вокруг капитана и летит прямо